# Do It Now
Do It Now és una pel·lícula muda dirigida per Duke Worne i protagonitzada per William Fairbanks, Alec B. Francis i Madge Bellamy. Es va estrenar l'1 de febrer de 1924.

## Argument
Davant la insistència de la seva estimada, Rosemary Smith, un home deixa la seva feina acomodada a l'est i va cap a l'oest per resoldre una disputa sobre les terres petrolieres propietat del pare de Rosemary. Aquest home expulsa els que no tenen raó i més tard ha de tornar a l'oest per arreglar les coses, protegint l'honor d'una noia dels avenços del capatàs corrupte.

## Repartiment
- William Fairbanks
- Alec B. Francis
- Madge Bellamy
- Arthur Hoyt
- John Fox Jr.
- G. Raymond Nye
- Dorothy Revier